# Just Dance 2017
Just Dance 2017 is een muziekspel van Ubisoft dat in 2016 uitkwam voor de PlayStation 3, PlayStation 4, Xbox 360, Xbox One, Wii, Wii U en Nintendo Switch. Ubisoft heeft ook bekendgemaakt dat het spel eenmalig voor de pc wordt uitgebracht via Steam. Het spel is het vervolg op Just Dance 2016 dat een jaar eerder uitkwam.

## Just Dance Unlimited
Net als eerdere versies van het spel kan de speler een abonnement nemen op Just Dance Unlimited. Via deze streamingdienst krijgt de speler toegang tot ruim 200 nummers.

## Lijst met nummers
Het spel omvat 41 nummers.
| Nummer                             | Artiest                                                                      | Jaar | Modus |
| ---------------------------------- | ---------------------------------------------------------------------------- | ---- | ----- |
| "All About Us"                     | Jordan Fisher                                                                | 2016 | Trio  |
| "Bailar"                           | Deorro i.s.m. Elvis Crespo                                                   | 2016 | Solo  |
| "Bang"                             | Anitta                                                                       | 2015 | Solo  |
| "BonBon"                           | Era Istrefi                                                                  | 2016 | Solo  |
| "Cake by the Ocean"                | DNCE                                                                         | 2015 | Solo  |
| "Can't Feel My Face"               | The Weeknd                                                                   | 2015 | Solo  |
| "Carnaval Boom"                    | Latino Sunset                                                                | 2016 | Solo  |
| "Cheap Thrills"                    | Sia i.s.m. Sean Paul                                                         | 2016 | Solo  |
| "Cola Song"                        | INNA i.s.m. J Balvin                                                         | 2014 | Solo  |
| "Daddy"                            | PSY i.s.m. CL of 2NE1                                                        | 2015 | Trio  |
| "Don't Stop Me Now"                | Queen                                                                        | 1979 | Solo  |
| "Don't Wanna Know"                 | Maroon 5                                                                     | 2016 | Solo  |
| "Dragostea Din Tei"                | O-Zone                                                                       | 2003 | Trio  |
| "El Tiki"                          | Maluma                                                                       | 2015 | Duo   |
| "Ghost In the Keys"                | Halloween Thrills                                                            | 2016 | Groep |
| "Groove"                           | Jack & Jack                                                                  | 2014 | Duo   |
| "Hips Don't Lie"                   | Shakira i.s.m. Wyclef Jean                                                   | 2005 | Solo  |
| "I love rock 'n' roll"             | Fast Forward Highway (zoals bekend gemaakt door Joan Jett & The Blackhearts) | 1982 | Solo  |
| "Into You"                         | Ariana Grande                                                                | 2016 | Solo  |
| "La Bicicleta"                     | Carlos Vives en Shakira                                                      | 2016 | Duo   |
| "Last Christmas"                   | Santa Clones (zoals bekend gemaakt door Wham!)                               | 1984 | Duo   |
| "Lean On"                          | Major Lazer en DJ Snake i.s.m. MØ                                            | 2015 | Groep |
| "Leila"                            | Cheb Salama                                                                  | 2016 | Solo  |
| "Let Me Love You"                  | DJ Snake i.s.m. Justin Bieber                                                | 2016 | Duo   |
| "Like I Would"                     | Zayn                                                                         | 2016 | Solo  |
| "Little Swing"                     | AronChupa i.s.m. Little Sis Nora                                             | 2016 | Duo   |
| "Oishii Oishii"                    | Wanko Ni Mero Mero                                                           | 2016 | Duo   |
| "PoPiPo"                           | Hatsune Miku                                                                 | 2007 | Trio  |
| "Radical"                          | Dyro en Dannic                                                               | 2014 | Solo  |
| "Run the Night"                    | Gigi Rowe                                                                    | 2016 | Solo  |
| "Scream & Shout"                   | will.i.am i.s.m. Britney Spears                                              | 2012 | Groep |
| "September"                        | Equinox Stars (zoals bekend gemaakt door Earth, Wind & Fire)                 | 1978 | Trio  |
| "Single Ladies (Put a Ring on It)" | Beyoncé                                                                      | 2008 | Solo  |
| "Sorry"                            | Justin Bieber                                                                | 2015 | Solo  |
| "Te Dominar"                       | Daya Luz                                                                     | 2016 | Trio  |
| "Tico-Tico"                        | The Frankie Bostello Orchestra (zoals bekend gemaakt door Zequinha de Abreu) | 1917 | Duo   |
| "Titanium"                         | David Guetta i.s.m. Sia                                                      | 2011 | Solo  |
| "Watch Me (Whip/Nae Nae)"          | Silentó                                                                      | 2015 | Groep |
| "What Is Love"                     | Ultraclub 90 (zoals bekend gemaakt door Haddaway)                            | 1993 | Solo  |
| "Wherever I Go"                    | OneRepublic                                                                  | 2016 | Solo  |
| "Worth It"                         | Fifth Harmony i.s.m. Kid Ink                                                 | 2015 | Solo  |